# Minthea
Minthea — род жесткокрылых насекомых семейства древогрызов.

## Описание
Только второй членик булавы усиков сильно удлинён, цилиндрический. Бока передреспинки зазубрены и с ресничками. Коготковый членик лапки сильно булавовидно здут.

## Систематика
В составе рода:
- Minthea acanthacollis (Carter et Zeck, 1937)
- Minthea apicata Lesne, 1935
- Minthea bivestita Lesne, 1937
- Minthea humericosta Lesne, 1936
- Minthea obsita (Wollaston, 1867)
- Minthea reticulata Lesne, 1931
- Minthea rugicollis (F. Walker, 1858)
- Minthea squamigera Pascoe, 1866